# Sirató megállóhely
Sirató megállóhely egy Békés vármegyei vasúti megállóhely, Szarvas településen, a MÁV üzemeltetésében. A város keleti határában található, Ezüstszőlők külterületi településrész déli szélénél, közúti elérését csak önkormányzati utak biztosítják.

## Vasútvonalak
A megállóhelyet az alábbi vasútvonalak érintik:
- Mezőtúr–Battonya-vasútvonal

## Kapcsolódó állomások
A megállóhelyhez az alábbi állomások vannak a legközelebb:
- Csabacsűd felső megállóhely (Mezőtúr–Battonya-vasútvonal)
- Szarvas vasútállomás (Mezőtúr–Battonya-vasútvonal)

## Forgalom
| Járat        | Útvonal | Gyakoriság          |
| ------------ | --- | ------------------- |
| személyvonat | Mezőtúr – Pusztabánréve – Halászlak – Szarvas – Sirató – Csabacsűd felső – Csabacsűd – Kisszénás – Kiscsákó – Nagyszénás – Orosháza-Üveggyár – Orosháza – Orosháza felső – Kardoskút – Tótkomlós – Nagyér – Ambrózfalva – Pitvaros – Mezőhegyes | Kb. 2 óránként      |
| személyvonat | Medgyesegyháza → Magyarbánhegyes → Mezőkovácsháza felső → Mezőkovácsháza → Végegyháza → Végegyháza alsó → Belsőkamaráspuszta → Mezőhegyes → Pitvaros → Ambrózfalva → Nagyér → Tótkomlós → Kardoskút → Orosháza felső → Orosháza → Orosháza-Üveggyár → Nagyszénás → Kiscsákó → Kisszénás → Csabacsűd → Csabacsűd felső → Sirató → Szarvas → Halászlak → Pusztabánréve → Mezőtúr | Napi 1 Mezőtúr felé |